# Ceroplesis rubrovariegata
Ceroplesis rubrovariegata là một loài bọ cánh cứng trong họ Cerambycidae.